# Олга Кузмина
Олга Кузмина (рус. Ольга Николаевна Кузьмина) руска је филмска и позоришна глумица.

## Биографија
Олга се родила 16. јуна 1987. године у Москви. Још од детињства бавила се кореографијом и акробатиком. Са 11 година постаје члан фолклорног ансамбла Игора Мојсјева, а годину дана касније, члан трупског ансамбла Школски дани. Студирала је на Факултету студијске културе на Државној Академији словенске културе. Касније бива пребачена на Руску академију позоришних уметности, у класи Сергеја Проханова. Дипломирала је 2008. године. Олга наступа на сцени театра Месеца. Филмски деби имала је у Иралашу, где се појавила у неколико епизода. Године 2006, играла је Мају у филму Счастливы вместе (Срећни заједно), а 3 године касније, постаје позната улогом у мелодрами Спальный район (Успавани комшилук). Удата је и има сина и ћерку.